# Henk Weidgraaf
Henk Weidgraaf (Vries, 20 maart 1931 - Beilen, 24 november 2006) was een Nederlandse ambtenaar, bestuurder en politicus voor de PvdA.

## Politieke loopbaan
Weidgraaf begon zijn loopbaan in het openbaar bestuur als ambtenaar in de gemeentes Oude Pekela en Opsterland. Vervolgens was hij van 23 maart 1970 tot februari 1985 gemeentesecretaris van de - thans voormalige - gemeente Beilen. Van 1974 tot 1995 was Weidgraaf lid van Provinciale Staten en van 1985 tot 1995 eveneens lid van Gedeputeerde Staten van de provincie Drenthe. Als gedeputeerde was hij belast met de portefeuille van economische zaken, financiën en personeelszaken. Na zijn pensionering was Weidgraaf nog een jaar lang waarnemend burgemeester van Schoonebeek en vervulde hij een adviserende rol bij de totstandkoming van het nieuwe stadshart van Coevorden.

## Overige functies
Naast zijn ambtelijke en politieke loopbaan vervulde Weidgraaf diverse bestuurlijke functies zoals onder meer die van:
- president-commissaris van de Raad van Commissarissen van de NV Waterleidingsmaatschappij Drenthe van 1986 tot 1997
- bestuursvoorzitter van de openbare bibliotheek van Emmen
- voorzitter van de Stuurgroep Bibliotheekvernieuwing in Drenthe

## Levenseinde
Henk Weidgraaf overleed op 75-jarige leeftijd en is gecremeerd.